# Uzbekistán en los Juegos Paralímpicos de París 2024
Uzbekistán estuvo representado en los Juegos Paralímpicos de París 2024 por un total de 64 deportistas, 35 hombres y 29 mujeres.

## Medallistas
El equipo paralímpico uzbeko obtuvo las siguientes medallas:
| Nombre                    | Deporte                   | Evento                          |
| ------------------------- | ------------------------- | ------------------------------- |
| Oro                       |                           |                                 |
| Nurjon Kurbanova          | Atletismo                 | Jabalina F54 femenino           |
| Asila Mirzayorova         | Atletismo                 | Salto de longitud T11 femenino  |
| Tolibboy Yuldashev        | Atletismo                 | Disco F37 masculino             |
| Yorkinbek Odilov          | Atletismo                 | Jabalina F57 masculino          |
| Elbek Sultonov            | Atletismo                 | Peso F12 masculino              |
| Jusnidin Norbekov         | Atletismo                 | Peso F35 masculino              |
| Kudratillojon Marufjujaev | Atletismo                 | Peso F37 masculino              |
| Bobirjon Omonov           | Atletismo                 | Peso F40 masculino              |
| Sherzod Namozov           | Judo                      | –60 kg J2 masculino             |
| Asadbek Toshtemirov       | Taekwondo                 | –80 kg masculino                |
| Plata                     |                           |                                 |
| Shahinajon Yigitalieva    | Atletismo                 | Jabalina F46 femenino           |
| Safiya Burjanova          | Atletismo                 | Peso F12 femenino               |
| Kubaro Jakimova           | Atletismo                 | Peso F41 femenino               |
| Doniyor Saliev            | Atletismo                 | Salto de longitud T12 masculino |
| Kumushjon Jodyaeva        | Judo                      | –57 kg J2 femenino              |
| Ruza Kuzieva              | Levantamiento de potencia | –73 kg femenino                 |
| Ziyodajon Isakova         | Taekwondo                 | –47 kg femenino                 |
| Guljonoy Naimova          | Taekwondo                 | +65 kg femenino                 |
| Server Ibragimov          | Tiro                      | Pistola 50 m SH1 mixto          |
| Bronce                    |                           |                                 |
| Mojigul Jamdamova         | Atletismo                 | Disco F57 femenino              |
| Tolibboy Yuldashev        | Atletismo                 | Peso F37 masculino              |
| Nurjon Kurbanova          | Atletismo                 | Peso F54 femenino               |
| Temurbek Giyazov          | Atletismo                 | Salto de altura T64 masculino   |
| Davurjon Karomatov        | Judo                      | –90 kg J2 masculino             |
| Uchkun Kuranbaev          | Judo                      | –73 kg J2 masculino             |
| Muslima Odilova           | Natación                  | 100 m mariposa S13 femenino     |